# Каньєре (озеро)
Озеро Каньєре (англ. Lake Kaniere) — озеро льодовикового походження, розташоване на західному узбережжі Південного острова Нової Зеландії, глибиною майже 200 м і з трьох боків оточене горами і зрілим лісом ріму. Багато хто вважає його найкрасивішим із озер Західного узбережжя і воно є популярним місцем для туристів та відпочинку.

## Географія

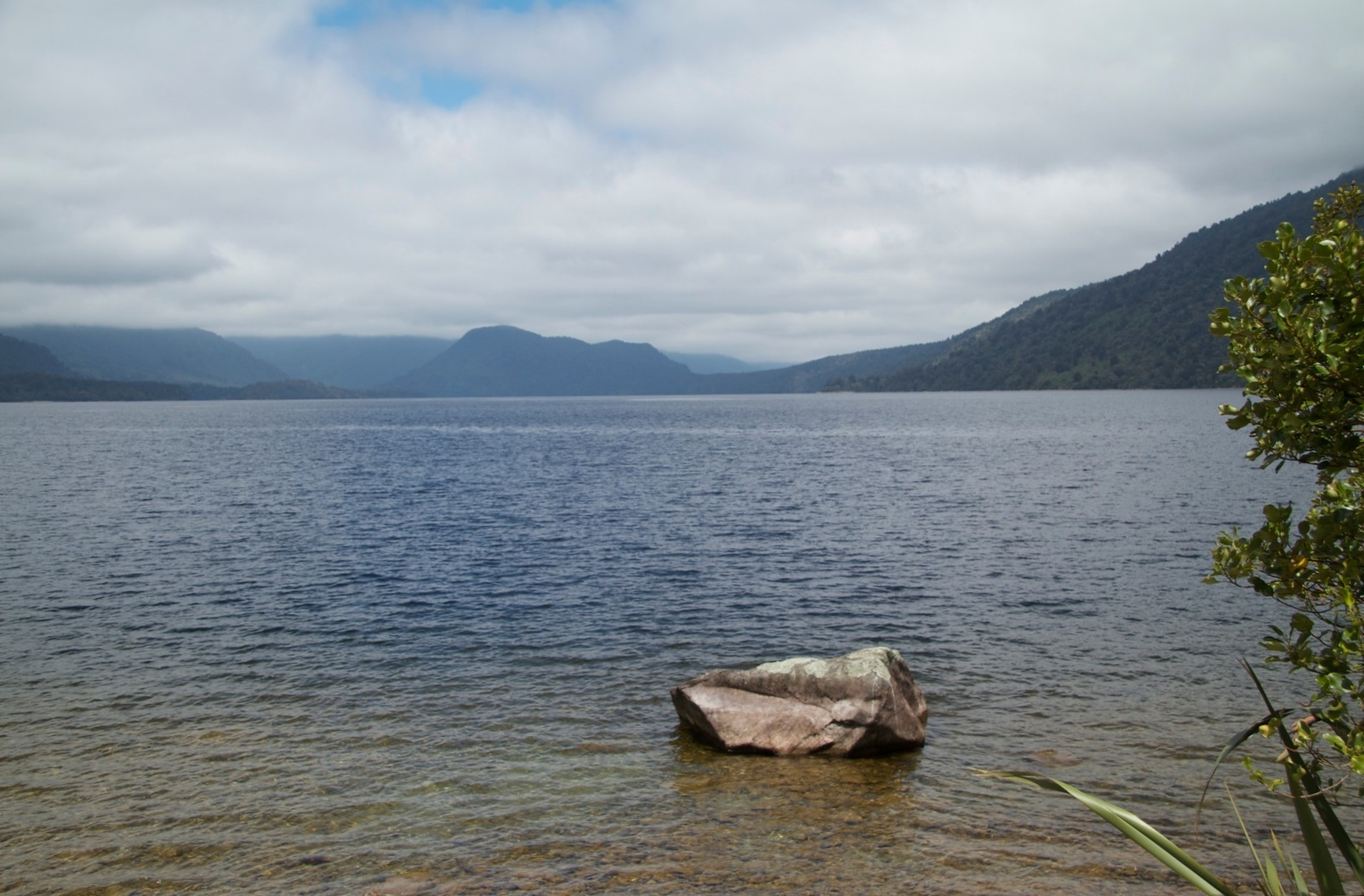
Озеро Каньєре (2010).

Озеро Каньєре лежить за 19 км на південний схід від містечка Хокітіка, між двома гірськими хребтами. Площею у 14,5 км², воно поступається лише озеру Брунер серед озер Західного узбережжя. Озеро, довжиною 8 км, орієнтоване з півночі на південь, при максимальній ширині до 2 км, і має максимальну глибину 195 м. Гори Ґрем (829 м) та Упріґт (524 м) знаходяться на західному узбережжі озера, Тухуа (1125 м) — на східному. Озеро входить до мальовничого заповідника «Озеро Каньєре» площею в 70 км².
Дорога з Хокітіки виходить на північний берег озера біля витоку річки Каньєре і роздвоюється; дорога «Дороті-Фоллз-Роуд» проходить по всій східній стороні озера повз затоку Ганс і водоспад Дороті до річки Стикс (правої притоки річки Кокатахі), тоді як інша розвилка йде короткою дорогою на захід до Сонячної затоки, далі дорога переходить у чотиригодинну пішохідну стежку, яка йде по західному березі озера, перш ніж приєднатися до «Дороті-Фоллз-Роуд». Більшість будівель на озері Каньєре є будинками для відпочинку, а на затоці Ганс розташований кемпінг «Ганс-Бей».

## Геологія
Озеро Каньєре було створено в результаті дії льодовиків в останній льодовиковий період 14000 років тому, як і багато озер Західного узбережжя. В даний час стік з озера відбувається в море Тасмана на його північному кінці через річку Каньєре, але раніше стік відбувався у південному кінці, через річку Стикс. Цей вихід був заблокований зсувом, відводячи воду на північ.

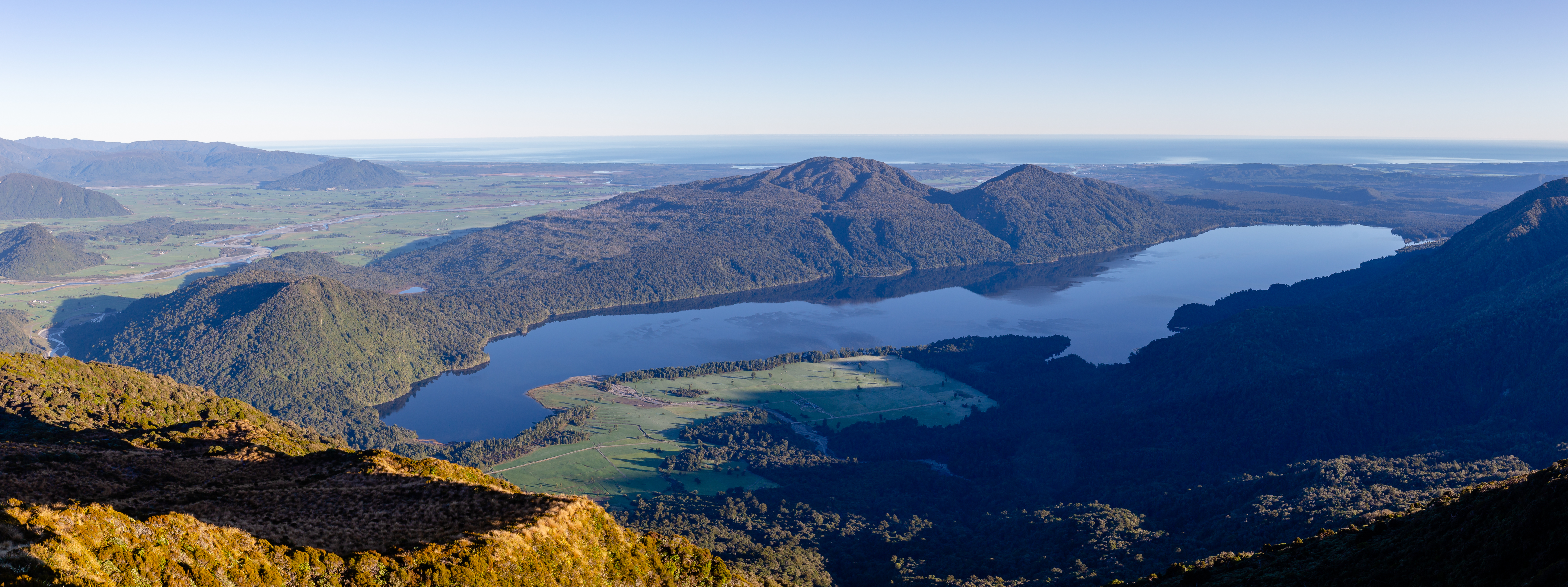
Озеро Каньєре. Вид на північний захід від гори Браун (1270 м). Три основні вершини на західному березі зліва направо: гора Упріґт (524 м), гора Ґрем (829 м) та Конічна гора (764 м). Схили Тухуа (1125 м) видно праворуч.

## Фауна

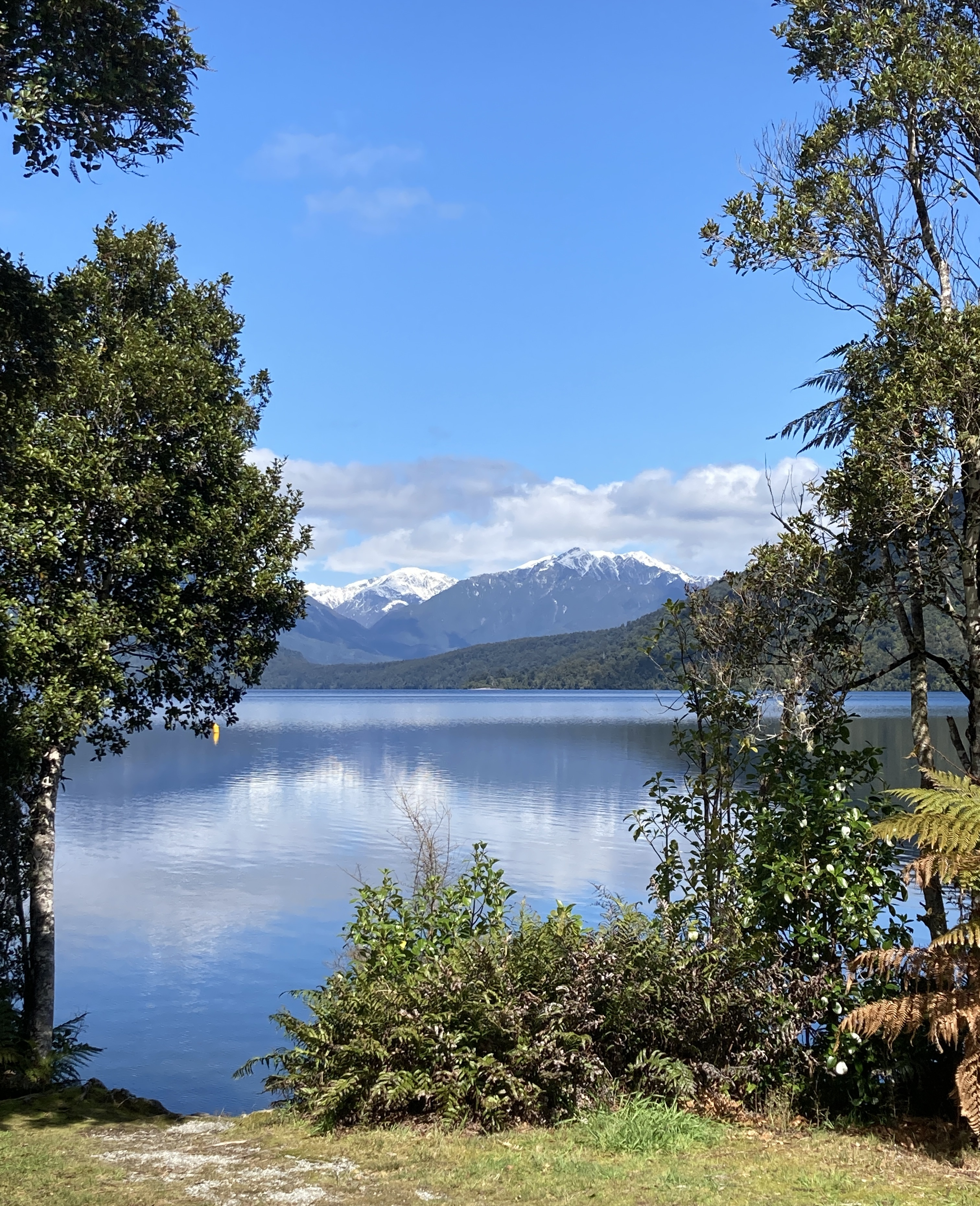
Вид на південь з берега озера Каньєре, Вестленд, Нова Зеландія.

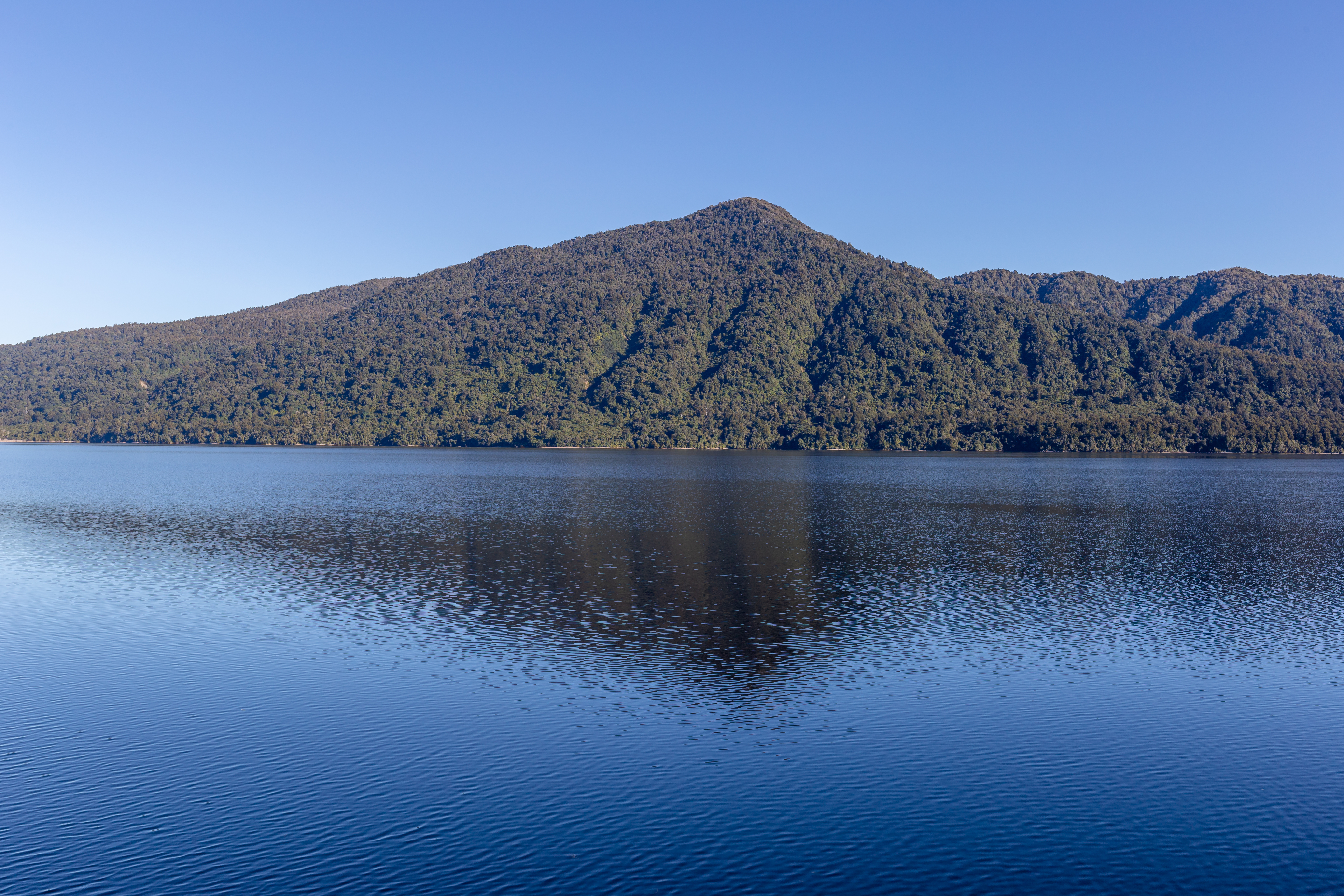
Гора Ґрем та озеро Каньєре.

Потоки, що впадають в озеро, є середовищем проживання для декількох видів місцевих риб, включаючи звичайний гобіоморфус, довгоперих вугрів з довгим плавцем, галаксій та гігантських галаксій. У минулому озеро мало доволі великі запаси риби, і в основному воно містить коричневу форель та окуня.
Багато видів місцевих птахів також можна зустріти на озері та навколо нього, наприклад, бклан строкатий, баклан великий, новозеландська чернь, огар новозеландський та австралазійська султанка, а також, рідко, крижень австралійський. У річці Стикс на південному кінці озера є кілька пар новозеландських качок. У навколишніх лісах водяться численні птахи: жовтолобі какарікі, морепорки, стрільці, підкоришники американські, а іноді і кеа.
Ранні поселенці Південного острова, маорі, знайшли навколо озера велику кількість нелітаючий папуг — какапо.

## Флора
Мальовничий заповідник «Озеро Каньєре» в основному складається із зрілих хвойних рослин дакридіуму кипарисового і вважається однією з найбільш екологічно значущих ділянок низинного лісу на центральному Західному узбережжі. Склад хвойних лісів різний: на рівнинних терасах він містить метросідерос зонтиковий (Metrosideros umbellata) і лібоцедрус Бідвілла (Libocedrus bidwillii), тоді як на схилах більше ріпогонуму (Ripogonum scandens), кікі (Freycinetia banksii) та міро (Prumnopitys ferruginea). У болотистих районах ростуть інші породи дерев, включаючи маноао (Manoao colensoi), кайкавака та кахікатея (Dacrycarpus dacrydioides).

## Історія
У доєвропейські часи озеро Каньєре було важливим «магінгаєм» (місцем збору їжі) для маорі. А довгопері вугри та новозеландський пастушок були двома найбільш важливими харчовими ресурсами в озері і навколо нього.
У 1909 році на річці Каньєре була побудована невелика гідроелектростанція вартістю 15 000 фунтів стерлінгів для живлення насосного обладнання на золотодобувній шахті Росса. Водозабір здійснюється біля греблі на північному кінці озера і проходить 9 км через ряд тунелів та каналів до подвійної електростанції, здатної виробляти 520 кВт; водяний потік спочатку використовувався для вимивання золота в районі Каньєре. Найвідоміший з дерев'яних лотків, «Лоток Джонсона», обвалився в 1973 році і був замінений земляними валами. Пізніше електростанція «Kaniere Forks» постачала електроенергію для роботи земснаряду для добування золота в невеличкому містечку Ріму, а після 1931 року виключно генерувала електроенергію для містечка Хокітіка, щорічно подаючи 3,75 ГВт-год. 3,5-годинна прогулянка слідує за водної гонкою, що є частиною стежки дикої природи Західного узбережжя.
Озеро Каньєре є популярним місцем для проведення дозвілля, таких як кемпінг, пікніки, катання на водних мотоциклах та водних лижах. Вода озера також є основним джерелом водопостачання містечка Хокітіки.
| Туристична листівка озера 1910 року | Картина Альфреда Волша (1859—1916) | Картина Чарльза Бломфілда (1848—1926) | Озеро Каньєре (2021) |